# Dem'janka
La Dem'janka è un fiume della Russia siberiana occidentale (Oblast' di Omsk e di Tjumen'), affluente di destra dell'Irtyš.
Ha origine nelle paludi della regione pianeggiante del Vasjugan'e, all'estremità nordorientale dell'oblast' di Omsk; scorre per tutto il percorso in una zona pressoché completamente piatta, paludosa e coperta dalla taiga, con direzione mediamente est-nordest, senza incontrare centri urbani di qualche rilievo. Confluisce nell'Irtyš presso il villaggio di Dem'janskoe. I principali affluenti della Dem'janka sono Keum, proveniente dalla destra idrografica, Tegus e Imgyt, proveniente da sinistra.
La Dem'janka è interessata dal congelamento delle acque per lunghi periodi ogni anno, all'incirca da novembre ad aprile.